# Guido Visco Gilardi
Guido Visco Gilardi (Busto Arsizio, 22 gennaio 1925 – Castellanza, 27 luglio 2017) è stato un calciatore italiano, di ruolo portiere.

## Carriera
Giocò tre stagioni in Serie A con Pro Patria e Bari, mentre il resto della sua carriera si svolse in Serie B.

## Palmarès

### Club

#### Competizioni nazionali
- Serie B: 1

Pro Patria: 1946-1947